# Lippekogel
Der Lippekogel ist ein 1079 m ü. A. hoher Berg bei Brückl in Kärnten. Südlich des Gipfels führt der Kärntner Mariazellerweg (Weitwanderweg 06) vorbei. Der Lippekogel ist bei Gleitschirm- und Drachenfliegern als Startplatz beliebt.

## Sendeanlage
Auf dem Lippekogel befindet sich ein 83 Meter hoher, als freistehende Stahlfachwerkkonstruktion ausgeführter Sendeturm des ORF für UKW und TV. Der Fußpunkt des Sendeturms befindet sich auf einer Höhe von  942 m ü. A.